# Феофан (Миславский)
Феофан (в миру Феодор Миславский; 1769—1844) — архимандрит Крупицкого монастыря Русской православной церкви.

## Биография
Родился в 1769 году в семье священника. В 1797 году Окончил духовную семинарию в городе Новгород-Северский.
Чувствуя в себе призвание к религиозно-нравственной деятельности, он поступил 1 сентября 1797 года в священники, в 1806 году назначен был благочинным, а в 1820 году произведен в протоиереи. С 1798 года он состоял депутатом от духовенства для участия в епархиальных съездах, имевших своей целью решение очередных вопросов, касавшихся местной церковно-школьной жизни, и был деятельным членом Общества попечительства о бедных.

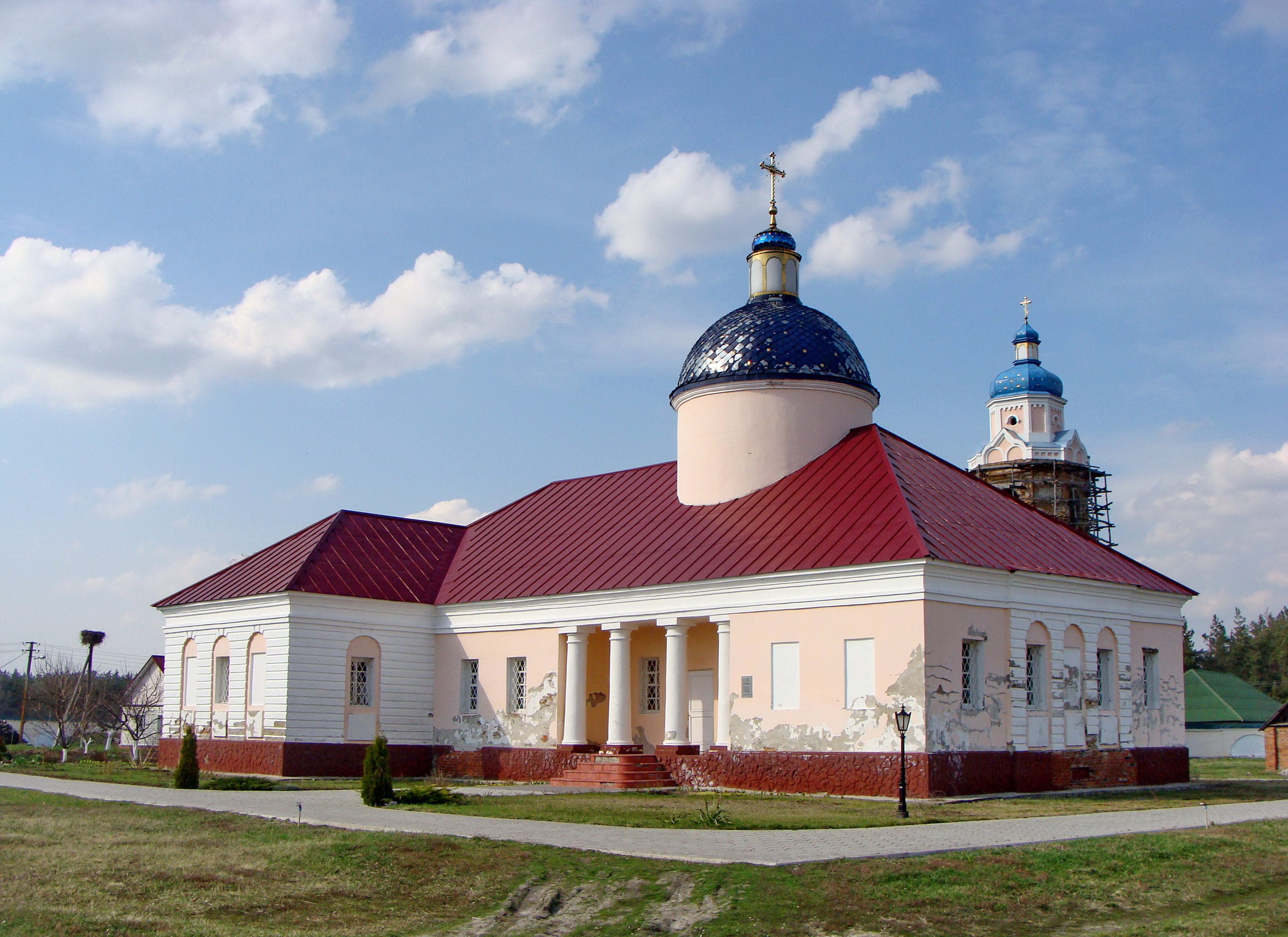
Крупицкий монастырь

В 1826 году Фёдор Миславский постригся в монашество с именем Феофана и был определен в число братии и затем казначеем при архиерейском доме в Чернигове и присутствующим в духовной консистории города.
8 марта 1831 года архиепископом Черниговским Лаврентием возведён в сан игумена Крупицкого Николаевского монастыря, расположенного на берегу реки Сейм (сорок лет спустя вокруг обители было построено село Осич). Его заботы о благоустройстве этого монастыря обратили на себя внимание черниговского архиепископа Лаврентия (Бакшевского). Но 27 сентября 1840 года он был уволен от игуменской должности, по собственному прошению, в заштат, а 21 декабря 1841 года произведен в архимандриты и вновь назначен настоятелем Батуринского Николаевского монастыря.
Однако преклонный возраст и телесные недуги заставили его отказаться от дальнейшей деятельности проповедника и настоятеля монастыря. В 1844 году он был уволен на покой в Нежинский Благовещенский монастырь, где и оставался до конца своей жизни.
Феофан Миславский скончался 11 (23) декабря 1844 года.